# Костін Михайло Ігорович
Михайло Ігорович Костін (нар. 4 грудня 1973 в Москві) — російський письменник-фантаст. Творець романів і книжкових циклів в жанрах фентезі, соціально-філософської та космічної фантастики. Лауреат премії «Срібна стріла».

## Біографія
Народився в Москві. Навчався в Московському гірничому інституті. Проходив навчання в США — в університеті міста Талса (штат Оклахома) і юридичній школі університету Дрейка в місті Де-Мойн (штат Айова). Здобув юридичну освіту. Перше фантастичний твір почав писати і опублікував в США англійською мовою. Після навчання повернувся в Росію. Проживає в основному в Москві і Швейцарії, зайнятий у сфері нерухомості, але при цьому продовжує писати.

## Творчість
«Ethoria's Chronicles: Shadows of the Past» («Хроніки Еторе. Тіні минулого») — перша книга автора. Вона була опублікована в жовтні 2003 року в США англійською мовою видавництвом Icls Intl Inc. Російський дебют твори відбувся в 2007 році. Видавництво «Веселка» випустило роман, змінивши оригінальна назва «Тіні минулого» на «Полювання на обраного».
«Чарівна реліквія», написана у співавторстві з російським письменником і вченим Олександром Кацури, стала першим творінням Михайла Костіна, випущеним в Росії. В 2006 році видавництво АСТ розмістило роман в серії «Інша Фантастика».
В 2008 році після перевидання першої частини циклу «Хроніки Еторе», виходить друга книга — «Помилкові істини». Михайло Костін спочатку планував створити трилогію, залишивши незавершеним сюжет другої частини, але, познайомившись з відомим письменником-фантастом Олексій Гравіцкій, захопився спільною роботою над новим романом «Земля — Паладос— Земля» та проектом «Живе і мертве».
В 2009 році видавництво «Веселка» опублікувало фантастичний твір «Земля — Паладос— Земля». Цей роман для обох письменників став першим витвором в жанрі космічної фантастики. Також в результаті спільної роботи був написаний цикл з трьох книг: «Живе і мертве», «Учень мага», «Третя сила».
Спочатку перші два томи були випущені видавничим домом «Факультет». В 2010 році «Факультет» спільно з Nightstreet організував по Москві міську гру по книзі «Живе і мертве — «Шлях живого», яка проводилася протягом цілого місяці. Олексій Гравіцкій зазначив, що захід пройшов досить успішно, він навіть сам взяв у ньому участь, щоправда, після проходження пари рівнів відчув, що біганина по місту з рішенням логічних задач особисто для нього занадто складна.
В 2012 році видавничий дім «Сніговий Ком М» перевипустити перші дві частини циклу «Живе і мертве» і опублікував продовження «Третя сила».
В 2013 році Михайло спільно з Олексій Гравіцкій став лауреатом премії «Срібна стріла (фестиваль)|Срібна стріла» в номінації «Со-творіння (найкраще співавторство)».
В 2014 році в серії «Справжня фантастика» «Сніговий Ком М» перевидав роман «Земля — Паладос», трохи скоротивши назву.
Як наголошується на порталі Літмір, «книги письменника відрізняються гармонійним поєднанням тонкої інтелектуальності і екшену, глибоких загальнолюдських проблем і нестандартних шляхів їх вирішення, фантастичності персонажів і реалістичності їх характерів».
В рамках проекту «Кнім» головного редактора видавництва «Сніговий Ком» Еріка Брегіса в 2014 році були перевидані «Тіні минулого» і «Помилкові істини» — дві перші частини циклу «Хроніки Еторе», а в 2015 році очікується поява третього роману «Час помирати» і четвертий «Обпалені війною». У циклі заплановано мінімум п'ять томів основної розповіді і один, дія в якому відбувається якийсь час опісля.

## Твори

### Цикли творів
- Хроніки Еторе[ru]
  - Тіні минулого (2007 / 2014)
  - Помилкові істини[ru] (2008 / 2014)
  - Час помирати (2015)
  - Обпалені війною[ru] (2015).
- Живе і мертве[ru]
  - Живе і мертве[ru] (2010 / 2012, співавтор Олексій Гравіцкій)
  - Учень мага[ru] (2011 / 2012, співавтор Олексій Гравіцкій)
  - Третя сила[ru] (2012, співавтор Олексій Гравіцкій)

### Романи
- Чарівна Реліквія (2006, (співавтор Олександр Кацура)
- Земля— Паладос— Земля (2009 / 2014, співавтор Олексій Гравіцкій)

### Англомовні видання
Ethoria's Chronicles: Shadows of the Past (2003)

### Заплановані
- Хроніки Еторе. Том 5
- Хроніки Еторе. Том 6

## Публікації
- Kostin Michael,. Ethoria's Chronicles Book 1: The Shadows of the Past. — Icls Intl Inc, 2003. — ISBN 978 -0972701242.
- Костін М., Кацура А.В. Чарівна реліквія. — АСТ, 2006. — 480 с. — 3000 прим. — ISBN 5-17- 035469-X.
- Костін М.,. Полювання на обраного. — Веселка, 2007. — 480 с. — (Хроніки Еторе) — 3000 прим. — ISBN 978-5 -05-006521-6.
- Костін М.,. Помилкові істини. — Веселка, 2008. — 256 с. — (Хроніки Еторе) — 3000 прим. — ISBN 978-5- 05-006826-2.
- Костін М., Гравіцкій А.А.,. Земля — Паладос — Земля </ b>. — Веселка, 2009. — 400 с. — 3000 прим. — ISBN 978-5-05-006985-6.
- Костін М., Гравіцкій А.А.,. Живе і Мертве. — М., 2010. — 416 с. — (Живе і Мертве) — 5000 прим. — ISBN 978-5-904358-09-9.
- Костін М., Гравіцкій А.А.,. Живе і Мертве. Учень мага. — (Живе і Мертвое) — 5000 прим. — ISBN 978-5-904358-10-5.
- Костін М., Гравіцкій А.А.,. Живе і Мертве. — М., 2012. — 304 с. — (Живе і Мертве) — 2000 прим. — ISBN 978-5-904919-46-7.
- Костін М., Гравіцкій А.А.,. Живе і Мертве. Учень мага. — М., 2012. — 228 с. — (Живе і Мертве) — 2000 прим. — ISBN 978-5-904919-47-4.
- Костін М., Гравіцкій А.А.,. Живе і мертве. Третя сила. — М., 2012. — 272 с. — (Живе і Мертве) — 2000 прим. — ISBN 978-5-904919-48-1.
- Костін М., Гравіцкій А.А.,. Земля — Паладос. — М., 2014. — 384 с. — 2000 прим. — ISBN 978-5-904919-63-4.
- Костін М.,. Хроніки Еторе. Книга перша. Тіні минулого. — кнім (ІП Бреге Е.В.), 2014. — 368 с. — (Хроніки Еторе) — 2000 прим. — ISBN 978-5-600-00638-6.
- Костін М.,. Хроніки Еторе. Книга друга. Помилкові істини. — кнім (ІП Бреге Е.В.), 2014. — 336 с. — (Хроніки Еторе) — 2000 прим. — ISBN 978-5-9905887-0-7.
- Костін М.,. Хроніки Еторе. Книга третя. Час помирати. — кнім (ІП Бреге Е.В.), 2015. — 352 с. — (Хроніки Еторе) — 2000 прим. — ISBN 978-5-9905887-1-4.
- Костін М.,. Хроніки Еторе. Книга четверта. Обпалені війною. — кнім (ІП Бреге Е.В.), 2015. — 340 с. — (Хроніки Еторе) — 2000 прим. — ISBN 978-5-9905887-3-8.

## Інші види діяльності
З 2003 року веде власну рубрику «За московським ресторанам з Михайлом Костіним» виступаючи в ролі ресторанного критика.

## Цікаві факти
- Ідею світу, описаного в першій книзі «Живе і мертве[ru]]», Михайло Костін побачив уві сні.
- Закінчення роману «Земля — Паладос— Земля», могло бути іншим, т. к. думки авторів з цього приводу розійшлися: один наполягав на трагічному кінці, а інший хотів, щоб герої врятувалися. У підсумку роман закінчується добре, що дає ґрунт для продовження.
- За даними найбільшої в світі бібліографічною бази даних WorldCat, п'ять окремих робіт автора в шести різних публікаціях з урахуванням російської та англійської мов розташовуються, щонайменше, в 34 бібліотечних фондах по всьому світу.
- Головного героя в «Полюванні на обраного» звали Мішук Ллойд, а не Дарольд Ллойд, як у наступних перевиданнях твору.
- Між публікацією другої книги «Помилкові істини[ru]» і третьої «Час помирати» (Время умирать) з циклу « Хроніки Еторе[ru]», пройшло сім років і Михайло Костін написав чотири книги.